# Limba daneză
Limba daneză (dansk în limba daneză) aparține grupului de limbi nord-germanice (cunoscut și ca „limbi scandinave”), un subgrup al limbilor germanice, ramură a limbilor indo-europene. Este vorbită de circa 6 milioane de persoane, majoritatea aflate în Danemarca, și aproximativ 50.000 de persoane aflate în partea nordică a Germaniei în landul Schleswig-Holstein, unde este limbă minoritară. Daneza este limbă oficială în Groenlanda și Insulele Faroe. În Islanda, parte a Danemarcei până în 1944, daneza este studiată ca una din principalele limbi străine, alături de engleză, norvegiană și suedeză.
Limba daneză a derivat dintr-un dialect mai vechi pe parcursul secolului al XIII-lea și a început să devină o limbă distinctă față de alte limbi scandinave odată cu prima traducere a Bibliei în 1550, definind o ortografie diferită de cea a suedezei, motiv pentru care daneza scrisă a rămas mult mai ușor de înțeles pentru suedezi decât cea vorbită. Daneza modernă se caracterizează printr-o tendință accentuată de eliminare a multor sunete, ceea ce o face dificil de stăpânit pentru străini.

## Clasificare și limbi înrudite
Daneza este o limbă est-scandinavă, la fel ca și limba suedeză. Deși limba norvegiană este clasificată ca o limbă vest-scandinavă împreună cu limba feroeză și limba islandeză, o clasificare mai recentă bazată pe inteligibilitatea reciprocă a limbilor sugerează islandeza și feroeza ca formând o ramură de scandinavă insulară, iar norvegiana, daneza și suedeza sunt considerate a fi limbi din ramura scandinavă de continent. Daneza scrisă și norvegiana bokmål sunt foarte asemănătoare, deși fonetica și metrica celor două limbi sunt ușor diferite. Vorbitorii oricăreia dintre cele trei limbi înțeleg cu ușurință celelalte două, dar studiile au relevat totuși că vorbitorii de norvegiană de obicei înțeleg mai bine daneza și suedeza decât se înțeleg danezii și suedezii între ei. De asemenea danezii și suedezii înțeleg cel mai bine, după limba maternă, norvegiana. În secolele XVIII și XIX scolile superioare din Danemarca erau unica sursă de cultură avansată pentru studenții norvegieni, de aici influența specială pe care o are daneza în bokmål (limba "de carte" - erudită).

## Istorie

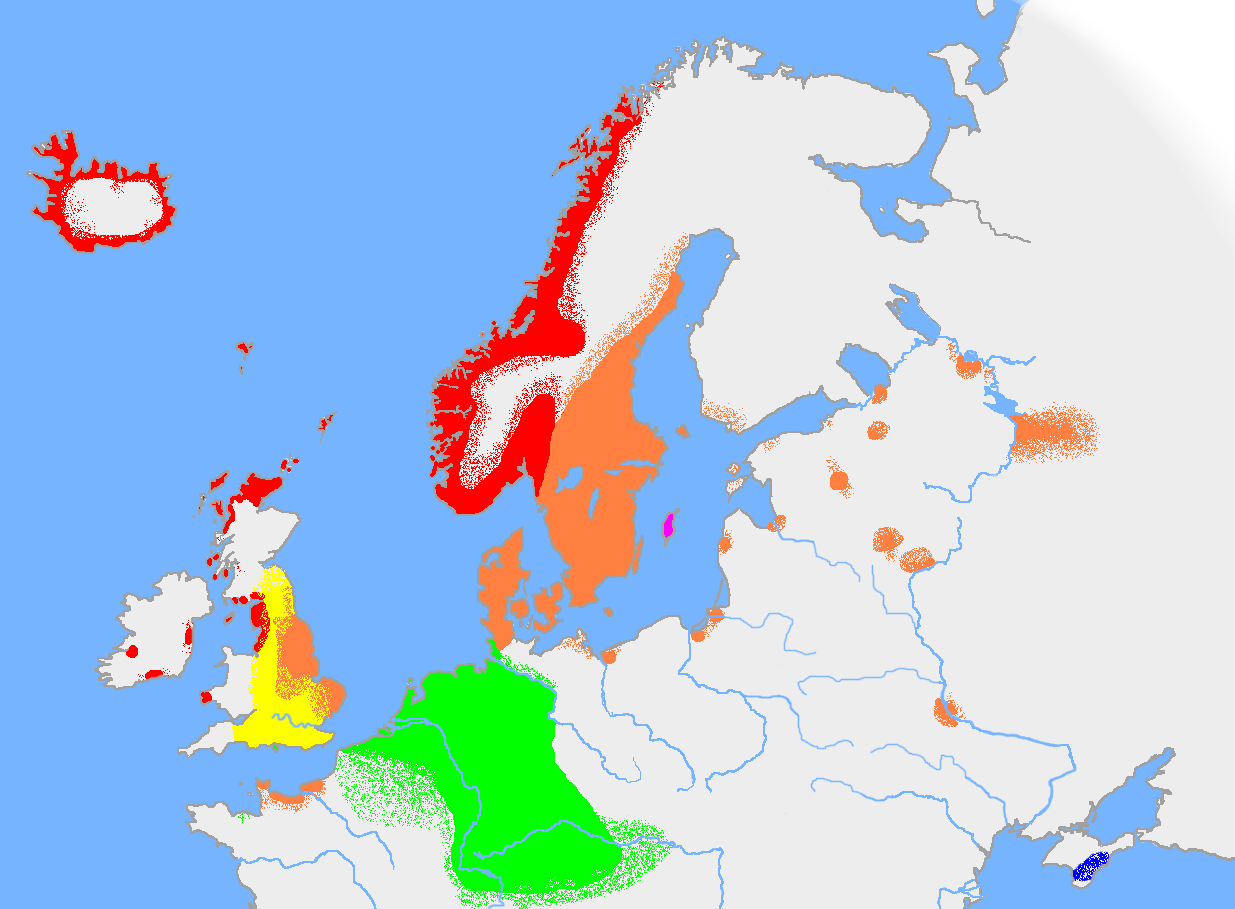
Aria de răspândire a dialectului din care provine daneza în timpul secolului al X-lea. Zona roșie este distribuția dialectului vestic al scandinavei vechi; zona portocalie reprezintă răspândirea dialectului estic. Pe insula Gotland, colorată aici în magenta (fuchsia), se vorbea un dialect distinct; zona verde este extinderea celorlalte limbi germanice cu care vechea scandinavă a mai păstrat unele asemănări.

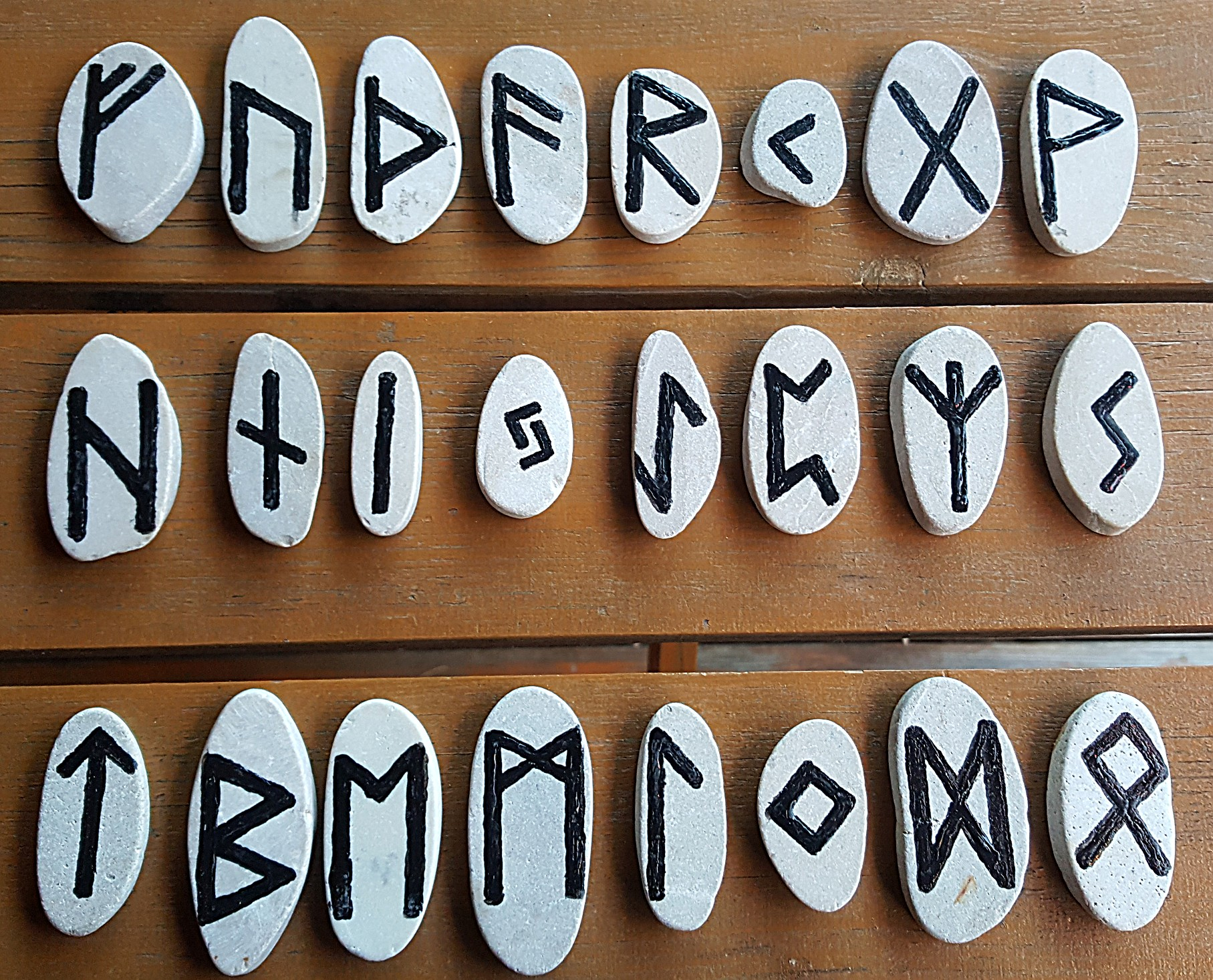
Cele 24 de caractere ale alfabetului vechiul futhark.

De-a lungul secolului al VIII-lea limba germanică din Scandinavia, protoscandinava, a suferit o serie de modificări și a evoluat în vechea scandinavă. Această limbă, la rândul ei, a suferit alte modificări care nu s-au răspândit în întreaga Scandinavie, ducând la apariția a două dialecte similare, scandinava veche de vest (vorbită în Norvegia și Islanda) și scandinava veche de est (în Danemarca și Suedia).
Dialectul estic se numește în Suedia suedeză runică, iar în Danemarca daneză runică, dar până în secolul XII dialectele erau identice. Sunt numite runice întrucât majoritatea textelor păstrate au fost scrise în alfabetul runic. Spre deosebire de protoscandinavă, care era scrisă în alfabetul vechiul futhark, scandinava veche folosea noul futhark, care avea doar 16 litere. Datorită numărului limitat de rune, unele erau folosite pentru a exprima mai multe foneme; de exemplu runa pentru vocala u mai era folosită și pentru vocalele o, ø și y, iar runa pentru i era folosită și pentru e.
O schimbare care a separat dialectele estic și vestic al scandinavei vechi a fost modificarea diftongului æi (ei în scandinava veche de vest) în monoftongul e; de exemplu stæin a devenit sten. Aceasta se observă în inscripțiile runice unde în vechime se citea stain iar mai târziu a devenit stin. De asemenea, s-a produs o schimbare din au în ø (ca în dauðr devenit døðr). Această schimbare este materializată în inscripțiile runice ca și o schimbare de la tauþr la tuþr. În plus diftongul øy (ey în dialectul vestic) s-a schimbat în ø.
În secolul al XII-lea dialectul Danemarcei a început să difere de cel al Suediei. Modificările limbii s-au răspândit în mod inegal în Danemarca ceea ce a creat o serie de dialecte cu diferențe minore.
Daneza era odinioară vorbită mult în partea de nord-est a Regatului Unit. Multe cuvinte provenite din daneză cum ar fi gate (gade) pentru stradă, se mai folosesc încă în Yorkshire și în alte părți estice ale Angliei, în urma colonizării făcute de vikingii danezi. Orașul York era odinioară așezarea daneză Jorvik.
Prima traducere daneză a Bibliei a fost publicată în 1550.

## Distribuția geografică
Daneza este limba oficială din Danemarca, una din cele două limbi oficiale din Groenlanda (cealaltă fiind limba groenlandeză) și una din cele două limbi oficiale din Insulele Feroe (cealaltă este limba feroeză). O comunitate mică de vorbitori de daneză există în Schleswig-Holstein, o regiune din Germania la granița cu Danemarca, unde este limbă recunoscută și protejată oficial. În plus este una din limbile oficiale ale Uniunii Europene.

## Dialecte
Daneza standard (rigsdansk sau rigsmål) este limba bazată pe dialecte vorbite în și împrejurul capitalei Copenhaga. Spre deosebire de suedeză și norvegiană, danezii nu au decât o normă de vorbire regională. Peste 20% din vorbitorii de daneză locuiesc în zona metropolitană și majoritatea agențiilor guvernametale, instituțiilor și companiilor importante au sediile centrale în Copenhaga, ceea ce a dus la o omogenizare a limbii. Se consideră în general că daneza standard este bazată pe o formă a dielectului din Copenhaga. Există câteva dialecte în unele comunități mici, dar majoritatea vorbitorilor din aceste zone vorbesc în general o formă regionalizată a danezei standard. 
Dialectele daneze sunt împărțite în trei grupe generale de dialecte:
- østdansk sau københavnsk (daneza estică sau daneza de Copenhaga);
- ødansk (daneza insulară);
- jysk (daneza din Jutland).

Istoric vorbind, daneza estică include ceea ce se consideră astăzi dialectele suedeze cum ar fi dialectul scanian și cel vorbit pe insula Bornholm din Marea Baltică. Explicația stă în faptul că provinciile Blekinge, Halland și Skåne au aparținut Danemarcei care le-a cedat în 1658 Suediei.

## Fonetică
Sistemul de pronunție danez este unic în multe feluri printre limbiile lumii. Este o adevărată mândrie națională daneză reducerea considerabilă a sunetelor rostite și asimilarea lingvistică atât a consoanelor cât și a vocalelor, chiar și în limba foarte formală. Un aspect distinctiv al limbii daneze este așa-numitul stød (ocluziunea glotală), absent în unele dialecte din Danemarca de sud. Stødul constă din întreruperea rostirii unui sunet prin închiderea coardelor vocale. Efectul acustic este asemănător celui închiderii coardelor vocale când tușim, fără ca totuși închiderea să se producă forțat. Stød-ul se produce doar pe o silabă accentuată și doar când coardele vocale vibrează.

### Vocale
Vocalele daneze sunt a, e, i, o, u, y, æ, å, ø. Pronunția fiecăreia variază în funcție de cuvânt și poate fi realizată în mai multe feluri. Daneza modernă are 26 de foneme bazate pe vocale, din care marea majoritate pot fi atât lungi cât și scurte.

### Consoane
Consoanele daneze sunt b, c, d, f, g, h, j, k, l, m, n, p, r, s, t, v, w, z, x și q. La fel ca și la vocale pronunția fiecăreia poate diferi foarte mult de la un cuvânt la altul. Învățarea corectă a pronunției se poate face doar prin memorarea pronunției fiecărui cuvânt în parte.

## Gramatica

### Verbele
Forma de infinitiv a majorității verbelor daneze se termină într-o vocală, care este litera e în general și sunt precedate de particula at. Există câteva verbe care la infinitiv au însă alte terminații: at bo („a locui”), at synes („a gândi, a crede”), at dø („a muri”), at gå („a merge”), etc. Verbele se conjugă conform cu timpul gramatical, dar nu variază în funcție de persoană. Spre exemplu forma de prezent se formează adăugând sufixul -r la forma de infinitiv a verbului (și eliminând at). Verbul at komme („a veni”) va fi așadar kommer, indiferent de persoană sau dacă este vorba de singular ori plural:
| Daneză         | Română     |
| -------------- | ---------- |
| jeg kommer     | eu vin     |
| du kommer      | tu vii     |
| han/hun kommer | el/ea vine |
| vi kommer      | noi venim  |
| I kommer       | voi veniți |
| de kommer      | ei/ele vin |

Această conjugare extrem de simplă a verbelor este însă încălcată de multe verbe neregulate cu conjugare proprie.

### Substantivele
Substantivele daneze au două genuri gramaticale:
- Genul comun (rezultat prin contopirea genului masculin și a celui feminin din vechea daneză) - 90 % din substantive[necesită citare]
- Genul neutru

Genul substantivelor daneze este diferit de cele române, iar pentru învățarea lui singura metodă este memorarea lui pentru fiecare substantiv în parte.
Ca și majoritatea limbilor germanice, daneza unește într-un cuvânt substantivele compuse: kvindehåndboldlandsholdet, se va traduce în română prin „echipa națională de handbal feminin”. În unele cazuri, substantivele sunt unite printr-un s suplimentar, cum ar fi landsmand (provenit din unirea lui land, "țară", cu mand, "om", și însemnând „compatriot”), dar există și landmand (din aceleași rădăcini, însemnând „fermier”). În substantivele compuse genul va fi totdeauna cel al ultimului substantiv.

### Articolul
Articolul la rândul lui este de două feluri: hotărât și nehotărât. Pentru genul comun articolul nehotărât este en, de exemplu en dreng („un băiat”), en pige („o fată”, se observă diferența față de română unde substantivul fată este feminin), en by („un oraș”), iar pentru genul neutru articolul nehotărât este et, de exemplu et hus („o casă”).
Articolul hotărât este enclitic (se adaugă la sfârșitul substantivului) ca și în limba română și este identic cu cel nehotărât: drengen („băiatul”), byen („orașul”), iar la genul neutru huset („casa”).
Pentru substantivele terminate în -e, articolul hotărât se reduce la -n la genul comun (pigen = „fata”), respectiv -t la cel neutru (æblet = „mărul”).

## Vocabular
Majoritatea cuvintelor daneze sunt moștenite din scandinava veche. O parte importantă din lexic vine din germană, spre exemplu betale (a plăti, în germană bezahlen). Deoarece engleza și daneza sunt limbi asemănătoare, multe cuvinte uzuale din cele două limbi sunt foarte asemănătoare. De exemplu, următoarele cuvinte daneze pot fi recunoscute ușor în forma lor scrisă de către vorbitorii de engleză: have, over, under, for, kat. Dacă sunt pronunțate însă, aceste cuvinte sună destul de diferit de echivalentele lor englezești.

### Numeralele
Spre deosebire de alte limbi scandinave, numeralul în daneză se bazează pe sistemul vigesimal (multiplu de 20): tyve („douăzeci”) este baza sistemului numeric. Tres (forma scurtă pentru tresindstyve) înseamnă 3 × 20, adică 60; firs (forma scurtă pentru firsindstyve) este 4 × 20, adică 80. Halvtreds înseamnă (3−½) × 20, adică 50.
Listă a numeralelor daneze
| Număr | Numeral |  | Număr | Numeral |  | Număr | Numeral |  | Număr | Numeral    |  | Număr | Numeral    |
| 0     | nul     |  | 7     | syv     |  | 14    | fjorten |  | 21    | enogtyve   |  | 28    | otteogtyve |
| 1     | en, et  |  | 8     | otte    |  | 15    | femten  |  | 22    | toogtyve   |  | 29    | niogtyve   |
| 2     | to      |  | 9     | ni      |  | 16    | seksten |  | 23    | treogtyve  |  | 30    | tredive    |
| 3     | tre     |  | 10    | ti      |  | 17    | sytten  |  | 24    | fireogtyve |  |       |            |
| 4     | fire    |  | 11    | elleve  |  | 18    | atten   |  | 25    | femogtyve  |  |       |            |
| 5     | fem     |  | 12    | tolv    |  | 19    | nitten  |  | 26    | seksogtyve |  |       |            |
| 6     | seks    |  | 13    | tretten |  | 20    | tyve    |  | 27    | syvogtyve  |  |       |            |

În continuare se va scrie cifra unităților, og (și) și cifra zecilor.
| Număr     | Denumirea daneză |
| --------- | ---------------- |
| 40        | fyrre            |
| 50        | halvtreds        |
| 60        | tres             |
| 70        | halvfjerds       |
| 80        | firs             |
| 90        | halvfems         |
| 100       | hundrede         |
| 200       | to hundrede      |
| 1.000     | tusind           |
| 2.000     | to tusind        |
| 10.000    | ti tusind        |
| 1.000.000 | en million       |

Exemple:
- 34 = fireogtredive
- 78 = otteoghalvfjerds
- 165 = hundrede og femogtres
- 854 = otte hundrede og fireoghalvtreds
- 6581 = seks tusind femhundrede enogfirs

## Scrierea
| Litera | Pronunția   |
| ------ | ----------- |
| a      | [e]         |
| b      | [be]        |
| c      | [se]        |
| d      | [de]        |
| e      | [e]         |
| f      | [ef]        |
| g      | [ge]        |
| h      | [ho]        |
| i      | [i]         |
| j      | [jot]       |
| k      | [ko]        |
| l      | [el]        |
| m      | [em]        |
| n      | [en]        |
| o      | [o]         |
| p      | [pe]        |
| q      | [ku]        |
| r      | [er]        |
| s      | [es]        |
| t      | [te]        |
| u      | [u]         |
| v      | [ve]        |
| w      | [dobəlt ve] |
| x      | [eks]       |
| y      | [ü]         |
| z      | [set]       |
| æ      | [æ:]        |
| ø      | [ö]         |
| å      | [o]         |

Daneza se scrie folosind alfabetul latin, cu trei litere suplimentare: æ, ø și å, care sunt la sfârșitul alfabetului danez, în această ordine:
| A | B | C | D | E | F | G | H | I | J | K | L | M | N | O | P | Q | R | S | T | U | V | W | X | Y | Z | Æ | Ø | Å |
| a | b | c | d | e | f | g | h | i | j | k | l | m | n | o | p | q | r | s | t | u | v | w | x | y | z | æ | ø | å |

Reforma ortografică din 1948 a introdus și litera å (folosită și în Norvegia și Suedia), în alfabetul danez pentru a înlocui grupul aa; vechea folosire mai apare în unele nume personale și geografice sau documente vechi (de exemplu numele orașului Ålborg este adesea scris Aalborg).
Aceeași reformă a schimbat scrierea unor cuvinte uzuale ca vilde, kunde și skulde, la formele lor actuale ville, kunne și skulle, și a eliminat obiceiul de a scrie cu inițială majusculă toate substantivele, obicei încă existent în germană. Daneza și norvegiana modernă folosesc același alfabet, deși ortografia diferă ușor.